# Je n'veux pas rester sage
Je n'veux pas rester sage is een nummer van de Franse band Dolly uit 1997. Het is de eerste single van hun titelloze debuutalbum.
"Je n'veux pas rester sage" werd een kleine hit voor Dolly in Frankrijk. Het bereikte de 48e positie in de Franse hitlijsten. Desondanks wordt het er nog steeds veel op de radio gedraaid.
Toen Dolly-zangeres Manu in 2015 gevraagd werd of ze nog steeds achter de tekst stond, antwoordde ze: "Met de tijd streven we naar wijsheid, ik hoop dat dat in mijn teksten naar voren komt. Maar als ik de muziek componeer, wil ik een zekere waanzin, trance, sterke emoties".

## Tracklijst
1. "Je n'veux pas rester sage" - 4:43